# Güney
Güney là một huyện thuộc tỉnh Denizli, Thổ Nhĩ Kỳ. Huyện có diện tích 533 km² và dân số thời điểm năm 2007 là 12422 người, mật độ 23 người/km².